# Eisenbahnunfall von Buir

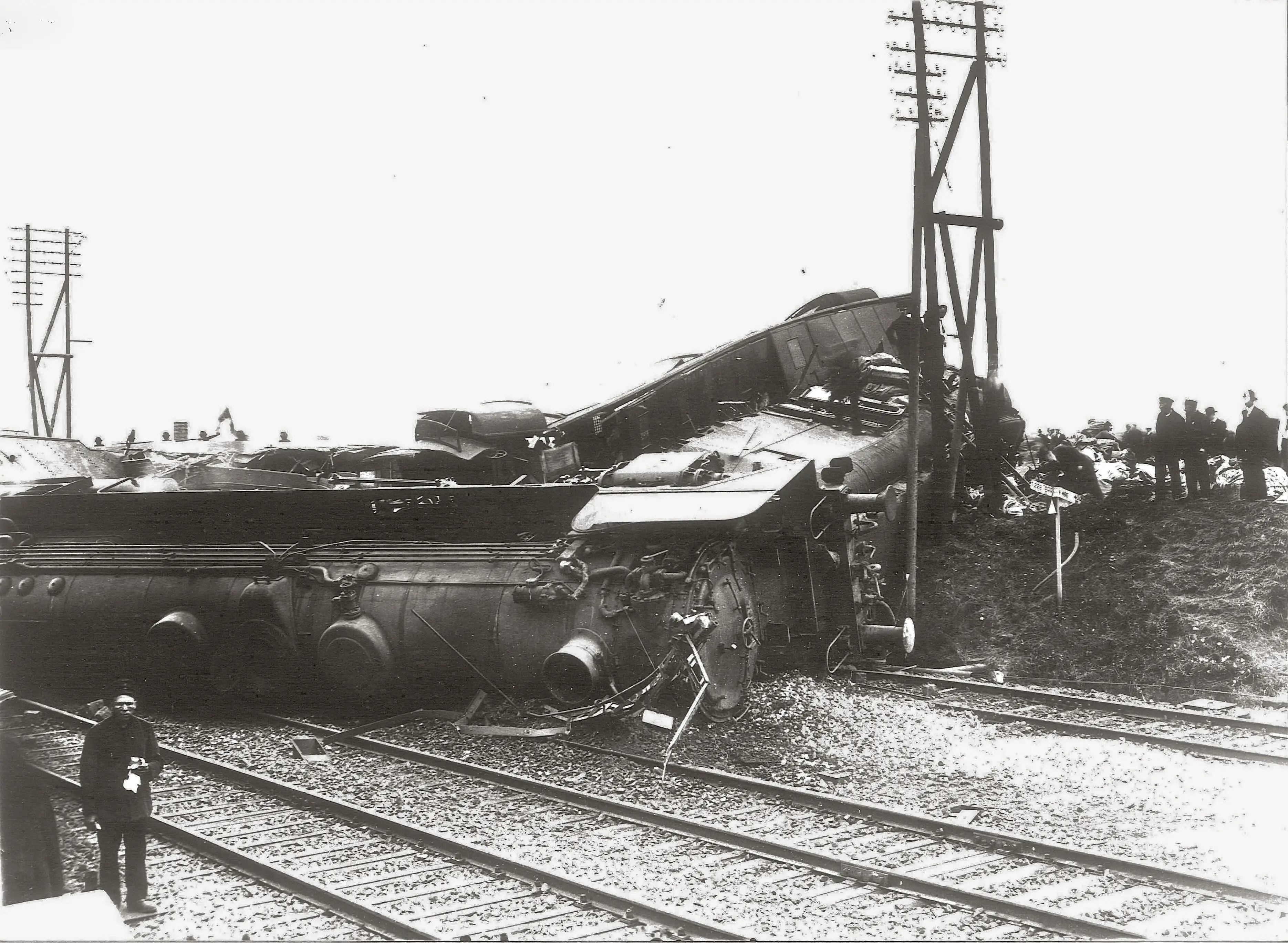
Die Lokomotive 01 034 kippte beim Überfahren der auf Abzweigung gestellten Weichenverbindung am westlichen Bahnhofsende um

Bei dem Eisenbahnunfall von Buir entgleiste am 25. August 1929 gegen 8 Uhr morgens der D 23 auf seiner Fahrt von Paris Gare du Nord nach Warschau in einer Weiche des Bahnhofs Buir an der Bahnstrecke Köln–Aachen, als er sie mit weit überhöhter Geschwindigkeit in abzweigender Stellung befuhr.

## Ausgangslage
Im Sommer 1929 wurden auf der Bahnstrecke Köln–Aachen alle Eisenbahnbrücken verstärkt, damit Züge mit höherer Achslast verkehren konnten. Dazu musste der Oberbau vollständig entfernt werden, damit die Überbauten der Brücken durch Stahlträger verstärkt werden konnten. Wegen der starken Belegung der Strecke konnten die Arbeiten nur an Sonntagen durchgeführt werden. Für jede Brücke wurde dazu immer an einem ersten Sonntag das Gleis in einer Richtung und am nächsten Sonntag das Gleis in die andere Richtung gesperrt. Der Zugverkehr wurde in der gesperrten Richtung durch das Befahren des Gegengleises aufrechterhalten. Die Baustelle war eine „wandernde Baustelle“, so dass sich die betrieblichen Gegebenheiten ständig änderten. Die Weichen der Gleisverbindung im Bahnhof Buir waren im abzweigenden Strang für eine Höchstgeschwindigkeit von 50 km/h ausgelegt. Für alle Züge bis kurz vor dem D 23 war der Wechsel auf das linke Gleis erst an der Bahnhofsausfahrt von Buir erfolgt. Da sich die Baustelle inzwischen verlagert hatte, musste die östliche Bahnhofsausfahrt mit in den Baustellenbereich einbezogen werden. Der Zug sollte an diesem Tag also nicht – wie sonst vorgesehen – auf Gleis 1 durch den Bahnhof Buir fahren, sondern zusätzlich am westlichen Bahnhofskopf mit Geschwindigkeitsbeschränkung 40 km/h auf dem durchgehenden Hauptgleis der Gegenrichtung den Bahnhof durchfahren.
Der D 23 war aus 13 vierachsigen Wagen gebildet und wurde mit der zum Unfallzeitpunkt erst zwei Jahre alten Lokomotive 01 034 bespannt.

## Unfallhergang
Der Fahrdienstleiter und Aufsichtsbeamte des Bahnhofs Düren hatte Urlaub. Als sein Vertreter an diesem Tag arbeitete ein Personalsachbearbeiter des Bahnhofs. Auch der Telegrafist war ein Vertreter, der normalerweise in einem Stellwerk arbeitete. Vor der Einfahrt des D 23 in Düren schrieb der Telegrafist den Vorsichtsbefehl des zuletzt abgefahrenen Eilzuges ab, der nur die Weisung enthielt, zwischen Buir und Sindorf an einer Baustelle nur 30 km/h zu fahren. Für den D 23 galt als erster Zug eine neue Betriebsanweisung. Diese enthielt die Anordnung, dass schon bei der Bahnhofseinfahrt in Buir aus Richtung Düren in das Gegengleis eingefahren werden sollte.
Der vertretungsweise handelnde Fahrdienstleiter unterschrieb so einen unzutreffenden Befehl und übergab ihn dem Zugführer, der ihn dem Lokomotivführer weitergab.
Der Lokomotivführer rechnete so erst am Ostkopf des Bahnhofs Buir mit dem Gleiswechsel. Weil der Zug obendrein verspätet war, fuhr er deshalb mit der höchst zulässigen Geschwindigkeit am Einfahr-Vorsignal vorbei. Vorsignale hatten damals noch keine besondere Anzeige für „Langsamfahrt zu erwarten“, sondern zeigten im entsprechenden Fall einfach „Fahrt frei zu erwarten“ (Hp 2 ohne Vorankündigung). Ein Flügel des Einfahrsignals des Bahnhofs Buir wurde für den einfahrenden Lokomotivführer für Sekunden vom Geländer einer Brücke verdeckt. Es hatte Geschwindigkeitsbeschränkung angezeigt, der Lokführer aber erkannte es dadurch zu spät. Als er die Signalstellung und die auf Abzweigung gestellte Weiche erkannte, leitete er sofort eine Schnellbremsung ein, konnte den Zug aber nicht mehr ausreichend bremsen. Der Zug fuhr mit knapp 90 Kilometern pro Stunde über die Weiche und entgleiste. Die Lokomotive kippte seitwärts um, acht Wagen entgleisten und verschachtelten sich teilweise, einige schossen an der Maschine vorbei, drei bohrten sich in eine Böschung. Die letzten fünf Wagen blieben im Gleis.
Die Wagen hatten zum überwiegenden Teil noch Wagenkästen in Holzbauart und boten den Reisenden wenig Schutz.

## Folgen

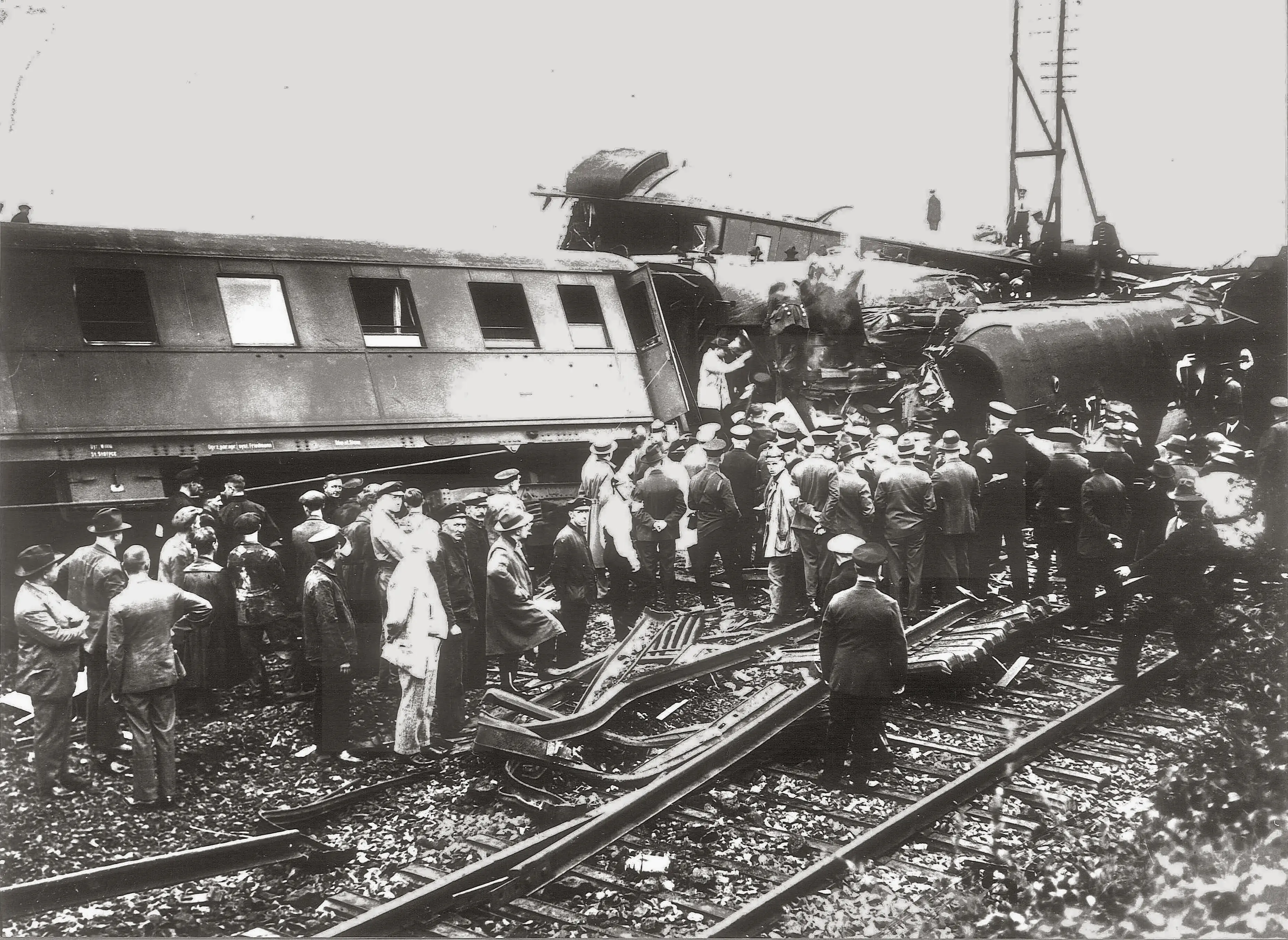
Die Rettung der Verletzten gestaltete sich schwierig.

16 Reisende wurden getötet, 13 davon starben unmittelbar bei dem Unfall. 43 Menschen wurden schwer verletzt und etwa 60 leicht. Da die technische Ausrüstung der Helfer und die Kommunikationsmittel seinerzeit sehr einfach waren, liefen die Bergungs- und Hilfsarbeiten teilweise chaotisch und mit großen Schwierigkeiten ab.
Die Toten wurden zunächst auf dem Friedhof in Buir beigesetzt. Innerhalb eines halben Jahrs wurden sie jedoch alle exhumiert und in ihre Heimatorte überführt.
Infolge des Unfalls wurden die Verzeichnisse über vorübergehende Langsamfahrstellen (La) und dreibegriffige Vorsignale (Anzeige für „Langsamfahrt zu erwarten“ möglich) eingeführt. Im Bahnhof Buir wurde die Aufstellung der Signale geändert.
Die erst rund zwei Jahre alte Unfalllokomotive 01 034 wurde wieder instand gesetzt und versah noch bis 1964 ihren Dienst.
Am 30. Juni 1930 begann in Köln vor dem Erweiterten Schöffengericht der Prozess mit 30 Zeugen und zahlreichen Sachverständigen gegen den Lokomotivführer des D 23, Heinrich Nordhaus aus Hamm, und den verantwortlichen Reichsbahnobersekretär des Bahnhofs Düren, Ludwig Fischer aus Düren. Am 2. Verhandlungstag, dem 1. Juli 1930, fand ein Lokaltermin vor Ort in Buir statt. Das Gericht und zahlreiche Sachverständige befuhren mit demselben Loktyp und einem D-Zugwagen dieselbe Strecke wie der Unglückszug. Am 3. Verhandlungstag, dem 2. Juli, wurden die Sachverständigengutachten gehört. Am 4. Verhandlungstag, dem 4. Juli 1930, wurden die Plädoyers von Staatsanwaltschaft und Verteidigung gehalten. Der Lokführer Nordhaus wurde freigesprochen, der Bahnhofsmitarbeiter Fischer zu 6 Monaten Freiheitsstrafe verurteilt. Gemessen an der Schwere des Unfalls und der damaligen Rechtsprechung war dies ein vergleichsweise mildes Urteil.